# Geothlypis rostrata
Geothlypis rostrata е вид птица от семейство Parulidae.

## Разпространение
Видът е разпространен в Бахамските острови.